# Pál Jávor (attore)
Pál Jávor (Arad, 31 gennaio 1902 – Budapest, 14 agosto 1959) è stato un attore ungherese.

## Biografia
Nacque nel 1902, ad Arad, città che si trova nell'attuale Romania ma che, all'epoca, faceva parte dell'impero austro-ungarico. Era il figlio illegittimo di Pál Jermann, ufficiale cinquantatreenne, e Katalin Spannenberger, serva diciassettenne. La coppia, che si sposò solo dopo la nascita di Pál, ebbe altri 3 figli e a causa delle difficili condizioni economiche fu spesso costretta a spostarsi.
Anni dopo la madre riuscì ad aprire una drogheria, mentre Pál preferiva frequentare i cinema invece delle lezioni, tanto da esprimere il desiderio di fuggire altrove. Durante la prima guerra mondiale si arruolò come corriere e, in seguito, iniziò a lavorare come reporter in un piccolo giornale con il sogno di emigrare in Danimarca ed entrare nel mondo del cinema che lui adorava, cosa che non gli riuscì.
Deciso a diventare famoso, si trasferì nella capitale Budapest per studiare recitazione, diplomandosi nel 1922, ma le scritture divennero via via meno frequenti a causa dello stile di vita dissoluta che lo rendeva poco affidabile.
Nel 1929 gli venne affidato un ruolo nel film Csak egy kislány van a világon, che avrebbe dovuto essere l'ultimo film muto ungherese ma che divenne il primo film sonoro grazie ai tecnici che fecero miracoli proprio durante gli ultimi giorni delle riprese. Il fatto che proprio Jávor cantasse in una scena del film, il suo fascino e il suo temperamento, gli permisero di iniziare una promettente carriera nella nascente industria cinematografica ungherese.
Divenne ben presto un idolo del pubblico, ma il successo lo riportò alle vecchie cattive abitudini di un tempo: litigi con i colleghi e abuso di bevande alcoliche. Nonostante gli scandali, nel 1934 si sposò con Olga Landesmann, una vedova ebrea già madre di due figli.
Con l'occupazione tedesca Jávor trovò sempre più difficoltà a lavorare e, con il suo carattere litigioso, divenne ben presto un osservato speciale della Gestapo e in seguito venne arrestato su indicazione del Partito delle Croci Frecciate e deportato. Questo periodo di detenzione divenne oggetto di un libro di memorie pubblicato nel 1946.
Dopo la guerra, si sentì ostracizzato anche dal nuovo regime comunista, tanto che decise di cercare fortuna oltreoceano. Nonostante la calorosa accoglienza della comunità ungherese si rese conto che la sua carriera non riusciva a decollare e cadde preda dell'alcol e della depressione. Cercò fortuna anche a Hollywood dove, a causa del suo inglese molto limitato, non riuscì a imporsi. Grazie al suo passato da giornalista, poté però a scrivere per alcuni giornali destinati alla comunità ungherese americana e, in seguito, decise di disintossicarsi dalla dipendenza da acool.
Tornò in Ungheria solo nel 1957. Anche questa volta la calorosa accoglienza iniziale non ebbe seguito e riuscì a lavorare non per la sua bravura ma piuttosto per il suo passato. Il pubblico lo amava, non altrettanto i critici, e anche con i colleghi sorgevano spesso discussioni.
La sua salute malferma lo costrinse ad un ricovero che non riuscì a guarirlo: morì il 14 agosto 1959 e il suo funerale fu una sorta di cerimonia teatrale. Ancora oggi Pál Jávor è una delle personalità più famose del suo paese e soprattutto è considerato uno dei migliori attori del suo tempo.

## Filmografia

### Cinema
- Csak egy kislány van a világon, regia di Béla Gaál (1930)
- A kék bálvány, regia di Lajos Lázár (1931)
- Hyppolit a lakáj
- A bor
- Iza néni
- Rákóczi induló
- Ida regénye
- Emmy
- Iglói diákok
- Köszönöm, hogy elgázolt
- A csúnya lány
- L'amore comincia così
- Az új földesúr
- Nem élhetek muzsikaszó nélkül
- Havi 200 fix
- Non parliamo d'amore
- Mária nővér
- Fizessen, nagysád!
- Ultima modella
- A férfi mind őrült
- Viki
- Pusztai szél
- Torockói menyasszony
- Két fogoly
- A Noszty fiú esete Tóth Marival
- Marika
- Maga lesz a férjem
- L'ussaro  (Ihr Leibhusar), regia di Hubert Marischka (1938)
- Professore mistero
- Fekete gyémántok
- Uz Bence
- A varieté csillagai
- Cuori in burrasca (Menschen vom Varieté), regia di Josef von Báky (1939)
- Balalaika, regia di Reinhold Schünzel (1939)
- Tökéletes férfi
- Halálos tavasz
- Fűszer és csemege
- Jöjjön elsején!
- Le mille e una notte (Gül Baba), regia di Kálmán Nádasdy (1940)
- Donauschiffer
- Elisabetta d'Ungheria, regia di Félix Podmaniczky (1940)
- Igen vagy nem?, regia di Viktor Bánky (1940)
- Sok hűhó Emmiért, regia di Sándor Szlatinay (1940)
- La casa sul Danubio (A szerelem nem szégyen), regia di Ákos Ráthonyi (1940)
- La vergine del lago (Tóparti látomás), regia di László Kalmár (1940)
- La vergine ribelle (A beszélö köntös), regia di Radványi Géza (Géza von Radványi) (1941)
- Egy csók és más semmi, regia di Ákos Ráthonyi (1941)
- L'angelo della sera (Dankó Pista), regia di László Kalmár (1941)
- Ma, tegnap, holnap, regia di Viktor Bánky (1941)
- Un piacevole imbroglio (Balkezes angyal), regia di Ákos Ráthonyi (1941)
- Három csengő, regia di Imre Apáthi e Félix Podmaniczky (1941)
- Fiamme (Lángok), regia di László Kalmár (1941)
- Életre ítéltek!, regia di Endre Rodríguez (1941)
- Lelki klinika, regia di László Cserépy (1941)
- Néma kolostor, regia di Endre Rodríguez (1941)
- Egy tál lencse, regia di Zoltán Farkas (1941)
- L'ultima canzone (Az utolsó dal), regia di Frigyes Bán (1941)
- Az 5-ös számú őrház, regia di Frigyes Bán (1942)
- Estélyi ruha kötelező, regia di László Cserépy e Árpád Horváth (1942)
- Inferno giallo, regia di Géza von Radványi (1942)
- Egy asszony visszanéz, regia di Géza Radványi (Géza von Radványi) (1942)
- Carmela, regia di Flavio Calzavara (1942)
- A láp virága, regia di Dezső Ákos Hamza (1943)
- Ópiumkeringő, regia di Béla Balogh (1943)
- Nuvole in paradiso (Késő), regia di József Daróczy (1943)
- Il grande Caruso (The Great Caruso), regia di Richard Thorpe (1951)
- L'uomo di ferro (Iron Man), regia di Joseph Pevney (1951)
- Destinazione Budapest (Assignment: Paris), regia di Robert Parrish e, non accreditato, Phil Karlson (1952)

### Televisione
- Schlitz Playhouse of Stars - serie TV (1953)